# Gerichtsbezirk Irdning
Der Gerichtsbezirk Irdning war ein dem Bezirksgericht Irdning unterstehender Gerichtsbezirk im österreichischen Bundesland Steiermark. Er umfasste 14 Gemeinden im westlichen Bereich des Bezirks Liezen.

## Geschichte
Der Gerichtsbezirk Irdning wurde durch eine 1849 beschlossene Kundmachung der Landes-Gerichts-Einführungs-Kommission geschaffen und umfasste ursprünglich die zwölf Gemeinden Aigen, Altirdning, Donnersbach, Donnersbachwald, Irdning, Lantschern, Neuhaus, Niederöblarn, Pürgg, Stainach, Tauplitz und Wörschach.
Der Gerichtsbezirk Irdning bildete im Zuge der Trennung der politischen von der judikativen Verwaltung
ab 1868 gemeinsam mit den Gerichtsbezirken Aussee, Gröbming, Liezen, Rottenmann, Schladming und St. Gallen den Bezirk Liezen.
Als 1873 der politische Bezirk Gröbming gegründet wurde, kam der Gerichtsbezirk Irdning gemeinsam mit den Gerichtsbezirken Gröbming und Schladming per 30. Juni 1873 zum neu gegründeten Bezirk.
1938 wurde der Bezirk Gröbming im Zuge der nationalsozialistischen Verwaltungsänderungen aufgelöst. Der Gerichtsbezirk Irdning kam in der Folge per 15. Oktober 1938 gemeinsam mit den Gerichtsbezirken Schladming und Gröbming wieder zum Bezirk Liezen.
Diese Änderung wurde auch nach dem Zweiten Weltkrieg beibehalten.
Bis 2002 blieb das Gebiet mit 476,65 km² nahezu unverändert. Im Zuge der Zusammenlegung mehrerer Gerichtsbezirke durch die Bezirksgerichte-Verordnung Steiermark der Bundesregierung wurde auch der benachbarte Gerichtsbezirk Bad Aussee aufgelöst und dessen Gebiet mit dem Gerichtsbezirk Irdning vereinigt. Der Gerichtsbezirk Irdning vergrößerte sich dadurch um die Gemeinden Altaussee, Bad Aussee, Bad Mitterndorf, Grundlsee und Pichl-Kainisch.
Mit 1. Juli 2013 wurde der Gerichtsbezirk aufgelöst und die Gemeinden wurden dem Gerichtsbezirk Liezen zugewiesen.

## Gerichtssprengel
Der Gerichtsbezirk Irdning umfasste die 14 Gemeinden Aigen im Ennstal, Altaussee, Bad Aussee, Bad Mitterndorf, Donnersbach, Donnersbachwald, Grundlsee, Irdning, Niederöblarn, Pichl-Kainisch, Pürgg-Trautenfels, Stainach, Tauplitz und Wörschach des Bezirks Liezen.